# Colin Jackson
Colin Ray Jackson (Cardiff, 18 februari 1967) is een voormalige Britse atleet, die van circa 1987 tot 2002 tot de beste atleten van de wereld behoorde op de 110 m horden en de 60 m horden indoor. Hij vestigde op beide afstanden een wereldrecord. Zijn wereldrecord op de 110 m horden van 12,91 s uit 1993 werd geëvenaard door de Chinees Liu Xiang op de Olympische Spelen van 2004 in Athene, en door diezelfde Xiang verbeterd tot 12,88 op 11 juli 2006 in Lausanne. Jackson bleef evenwel het wereldrecord op de 60 m horden (indoor) behouden (7,30), dat hij op 6 maart 1994 had gevestigd in Sindelfingen (Duitsland). Dit record werd pas begin 2021 verbeterd door de Amerikaan Grant Holloway.
Jackson werd vier keer na elkaar Europees kampioen, tweemaal wereldkampioen en tweemaal kampioen van het Britse Gemenebest. Op de Olympische Spelen won hij slechts eenmaal zilver.

## Loopbaan
Naast al zijn successen kreeg Colin Jackson ook zijn portie tegenslag te verwerken. Na zijn eerste Europese titel in 1990 brak een periode aan vol blessures en andere ellende. "Het was een uiterst teleurstellende periode", aldus Colin Jackson in 1993. Hij werd geopereerd aan zijn rechterknie, een jaar later aan zijn linker. Hij leek echter op tijd klaar voor olympisch goud in Barcelona. Jackson: "Ik moest in 1992 min of meer opnieuw beginnen."
In de aanloop naar de Olympische Spelen ging het prima: in achttien van de 21 wedstrijden bleef hij de - vooral Amerikaanse - concurrentie voor, vijftien keer dook hij onder de 13,20. En met 13,04 stond hij bovenaan de seizoens-bestenlijst. Aan die indrukwekkende reeks voegde hij in de eerste serie in Barcelona een tijd van 13,10 toe; sneller zou er tijdens de Spelen niet meer gelopen worden. Maar in de tweede ronde liep hij een ribblessure op door een botsing met een horde en in de finale kwam hij niet verder dan een zevende plaats. Zijn trainingsmaatje Mark McKoy greep de overwinning.
In 1993 ging het op de wereldkampioenschappen in Stuttgart echter vlekkeloos. Nadat Jackson eerder dat jaar in Sestriere het Europese record reeds had verbeterd tot 12,97, greep hij in Stuttgart het goud en boekte hij een met 12,91 een wereldrecord. In de finale raakte Jackson de eerste, vijfde en tiende horde. "Dat kostte me misschien een paar honderdste seconde. Maar het lukte me om geconcentreerd te blijven en dat was de belangrijkste factor voor het wereldrecord", zo verklaarde hij achteraf.
Vanwege zijn prestaties werd hij dat jaar verkozen tot IAAF atleet van het jaar. In 1990 werd hij onderscheiden met de benoeming tot Lid in de Orde van het Britse Rijk en 1992 werd hij bevorderd tot Commandeur in dezelfde orde.
Na zijn atletiekcarrière was Colin Jackson een tijdlang coach van de zwemmer Mark Foster, tot deze in 2006 stopte. Ook werkte hij als TV-presentator en –commentator bij atletiekuitzendingen, in hoofdzaak voor de Britse omroep BBC.

## Titels
- Wereld indoorkampioen 60 m horden - 1999
- Europees indoorkampioen 60 m horden - 2002
- Wereldkampioen 110 m horden - 1993, 1999
- Europees kampioen 110 m horden - 1994, 2002
- Brits indoorkampioen 60 m horden - 1989, 1990, 1992, 1993, 1997, 1999, 2002
- Brits kampioen 110 m horden - 1986, 1988, 1989, 1990, 1992, 1993, 1996, 1998, 1999, 2000
- Wereldjeugdkampioen 110 m horden - 1986

## Persoonlijke records
Outdoor
| Onderdeel    | Prestatie  | Datum            | Plaats    |
| ------------ | ---------- | ---------------- | --------- |
| 100 m        | 10,29      | 28 juli 1990     | Wrexham   |
| 200 m        | 21,19      | 1988             | Tel Aviv  |
| 110 m horden | 12,91 (AR) | 20 augustus 1993 | Stuttgart |
| 200 m horden | 22,63 (NR) | 1 juni 1991      | Cardiff   |
| hoogspringen | 1,81 m     | 1981             |           |
| verspringen  | 7,56 m     | 1986             | Tel Aviv  |

Indoor
| Onderdeel   | Prestatie        | Datum         | Plaats       |
| ----------- | ---------------- | ------------- | ------------ |
| 60 m        | 6,49             | 11 maart 1994 | Parijs       |
| 60 m horden | 7,30 (ex-WR; ER) | 6 maart 1994  | Sindelfingen |

## Prestaties

### 110 m horden

#### Olympische Spelen
- 1988:  Seoel
- 1992: 7e Barcelona

#### Wereldkampioenschappen atletiek
- 1987:  Rome
- 1993:  Stuttgart (WR van 12,91 s)
- 1997:  Athene
- 1999:  Sevilla

#### Europese kampioenschappen atletiek
- 1990:  Split
- 1994:  Helsinki
- 1998:  Boedapest
- 2002:  München

#### Commonwealth Games
- 1986:  Edinburgh
- 1990:  Auckland  NZL
- 1994:  Victoria  CAN
- 2002:  Manchester

#### Goodwill Games
- 1994:  Sint-Petersburg  RUS

#### Golden League-podiumplekken
- 1998:  Memorial Van Damme – 13,16 s
- 1998:  ISTAF – 13,20 s
- 1999:  Herculis – 13,18 s
- 2000:  Herculis – 13,33 s
- 2001:  Golden Gala – 13,37 s

### 60 m horden (indoor)

#### Wereldkampioenschappen atletiek indoor
- 1989:  Boedapest
- 1993:  Toronto
- 1997:  Parijs
- 1999:  Maebashi  JPN

#### Europese kampioenschappen atletiek indoor
- 1987:  Liévin
- 1989:  Den Haag
- 1994:  Parijs
- 2002:  Wenen

### 60 m (indoor)

#### Europese kampioenschappen atletiek indoor
- 1994:  Parijs

## Onderscheidingen
- IAAF-atleet van het jaar - 1993
- Europees atleet van het jaar - 1994

1983 Greg Foster ·
1987 Greg Foster ·
1991 Greg Foster ·
1993 Colin Jackson ·
1995 Allen Johnson ·
1997 Allen Johnson ·
1999 Colin Jackson ·
2001 Allen Johnson ·
2003 Allen Johnson ·
2005 Ladji Doucouré ·
2007 Liu Xiang ·
2009 Ryan Brathwaite ·
2011 Jason Richardson ·
2013 David Oliver ·
2015 Sergej Sjoebenkov ·
2017 Omar McLeod ·
2019 Grant Holloway ·
2022 Grant Holloway ·
2023 Grant Holloway
- Gemeinsame Normdatei: 1168782325
- World Athletics: 14189705
- International Standard Name Identifier: 0000 0001 0830 7355
- Library of Congress Control Number: n95095890
- Virtual International Authority File: 79372156
- WorldCat: E39PBJqKcb6Y7y3qcH6v4B4Qbd